# Montreal Victorias
Montreal Victorias byl amatérský kanadský klub ledního hokeje, který sídlil v Montréalu v provincii Québec. Své domácí zápasy odehrával původně v hale Victoria Skating Rink, která byla v klubovém vlastnictví. Hala byla uzavřena v roce 1925, poté se klub stěhoval různě po Montréalu. Hlavní klubovou barvou byla kaštanově hnědá (anglicky: Maroons, jak se klubu v tisku říkávalo).
Klub byl založen buďto v roce 1874, což by z něj dělalo nejstarší klub ledního hokeje na světě, a nebo v roce 1877, což by naopak klub katapultovalo na pomyslné druhé místo pod tým McGillovy univerzity. Každopádně Victorias patřili k průkopníků ledního hokeje v Kanadě. V roce 1886 byl klub u založení Amateur Hockey Association of Canada. V letech 1895–1899 klub získal pětkrát Stanley Cup. Při padesátiletém výročí v roce 1924 uspořádal klub exhibici v nově otevřené hale Montreal Forum.
V roce 1927 se jako první severoamerický klub vydaly Victorias po evropské tour. Ve Stockholmu prvně porazily švédský výběr poměrem 17:1. Další výsledky ze Švédska zněly následovně: IK Gota poražena 5:0, Djurgårdens IF poražen 6:2, Södertälje SK poraženo 6:0 a IK Gota poraženo znova 19:3. V Berlíně "viktoriáni" porazily Berliner Schlittschuhclub poměrem 13:0 a československý výběr poměrem 8:0. Další zastávkou byla Vídeň, kde se Montrealu nadvakrát postavil Wiener EV (oba zápasy skončily prohrou Wieneru). V Miláně se klub utkal s kombinovaným týmem HC Davosu a EHC St. Moritzu, který porazil vysoko 18:0. Místní milánský klub padl poměrem 15:2. Dále v Davosu byl místní klub znovu poražen, tentokráte samotný poměrem 9:0. Poslední zastávkou na tour byl Londýn, kde se proti Montrealu postavil anglický výběr, který padl 14:1.
Slavný montrealský klub zanikl v roce 1939.

## Úspěchy
- Vítěz Stanley Cupu ( 5× )
  - 1895, 1896 (prosinec), 1897, 1898, 1899 (únor)

## Umístění v jednotlivých sezonách
Stručný přehled
Zdroj: 
- 1887–1898: Amateur Hockey Association of Canada
- 1899–1905: Canadian Amateur Hockey League
- 1906–1908: Eastern Canada Amateur Hockey Association

Jednotlivé ročníky
Zdroj: 
Legenda: Z - zápasy, V - výhry, VP - výhry v prodloužení, R - remízy, P - porážky, PP - porážky v prodloužení, VG - vstřelené góly, OG - obdržené góly, +/- - rozdíl skóre, B - body, fialové podbarvení - reorganizace, změna skupiny či soutěže
| Kanada (1887 – 1908) |       |        |                                            |                                            |                                            |                                            |                                            |                                            |                                            |                                            |                                            |                                            |        |             |
| Sezóny               | Liga  | Úroveň | Z                                          | V                                          | VP                                         | R                                          | PP                                         | P                                          | VG                                         | OG                                         | +/-                                        | B                                          | Pozice | Play-off    |
| 1887                 | AHAC  | –      | 7                                          | 6                                          | –                                          | 0                                          | –                                          | 1                                          | 27                                         | 7                                          | +20                                        | 12                                         | 1.     | Finále AHAC |
| 1888                 | AHAC  | –      | 6                                          | 5                                          | –                                          | 0                                          | –                                          | 1                                          | 24                                         | 9                                          | +15                                        | 10                                         | 2.     | –           |
| 1888/89              | AHAC  | –      | 3                                          | 1                                          | –                                          | 0                                          | –                                          | 2                                          | 7                                          | 11                                         | -4                                         | 2                                          | 3.     | –           |
| 1890                 | AHAC  | –      | 3                                          | 0                                          | –                                          | 0                                          | –                                          | 3                                          | 4                                          | 8                                          | -4                                         | 0                                          | 4.     | –           |
| 1891                 | AHAC  | –      | 2                                          | 0                                          | –                                          | 0                                          | –                                          | 2                                          | 2                                          | 6                                          | -4                                         | 0                                          | 4.     | –           |
| 1892                 | AHAC  | –      | Klub se v této sezóně soutěže nezúčastnil. | Klub se v této sezóně soutěže nezúčastnil. | Klub se v této sezóně soutěže nezúčastnil. | Klub se v této sezóně soutěže nezúčastnil. | Klub se v této sezóně soutěže nezúčastnil. | Klub se v této sezóně soutěže nezúčastnil. | Klub se v této sezóně soutěže nezúčastnil. | Klub se v této sezóně soutěže nezúčastnil. | Klub se v této sezóně soutěže nezúčastnil. | Klub se v této sezóně soutěže nezúčastnil. | –.     | –           |
| 1893                 | AHAC  | –      | 8                                          | 1                                          | –                                          | 1                                          | –                                          | 6                                          | 20                                         | 35                                         | -15                                        | 3                                          | 5.     | –           |
| 1894                 | AHAC  | –      | 8                                          | 5                                          | –                                          | 0                                          | –                                          | 3                                          | 36                                         | 20                                         | +16                                        | 10                                         | 3.     | Finále SC   |
| 1895                 | AHAC  | –      | 8                                          | 6                                          | –                                          | 0                                          | –                                          | 2                                          | 35                                         | 20                                         | +15                                        | 12                                         | 1.     | Vítěz SC    |
| 1896                 | AHAC  | –      | 8                                          | 7                                          | –                                          | 0                                          | –                                          | 1                                          | 41                                         | 24                                         | +17                                        | 14                                         | 1.     | Vítěz SC    |
| 1897                 | AHAC  | –      | 8                                          | 7                                          | –                                          | 0                                          | –                                          | 1                                          | 48                                         | 26                                         | +22                                        | 14                                         | 1.     | Vítěz SC    |
| 1898                 | AHAC  | –      | 8                                          | 8                                          | –                                          | 0                                          | –                                          | 0                                          | 53                                         | 33                                         | +20                                        | 16                                         | 1.     | Vítěz SC    |
| 1899                 | CAHL  | –      | 8                                          | 6                                          | –                                          | 0                                          | –                                          | 2                                          | 44                                         | 23                                         | +21                                        | 12                                         | 2.     | Vítěz SC    |
| 1900                 | CAHL  | –      | 8                                          | 2                                          | –                                          | 0                                          | –                                          | 6                                          | 44                                         | 55                                         | -11                                        | 4                                          | 4.     | –           |
| 1901                 | CAHL  | –      | 8                                          | 4                                          | –                                          | 1                                          | –                                          | 3                                          | 45                                         | 32                                         | +13                                        | 9                                          | 2.     | –           |
| 1902                 | CAHL  | –      | 8                                          | 4                                          | –                                          | 0                                          | –                                          | 4                                          | 36                                         | 25                                         | +11                                        | 8                                          | 3.     | –           |
| 1903                 | CAHL  | –      | 8                                          | 6                                          | –                                          | 0                                          | –                                          | 2                                          | 48                                         | 33                                         | +15                                        | 12                                         | 2.     | –           |
| 1904                 | CAHL  | –      | 8                                          | 5                                          | –                                          | 0                                          | –                                          | 3                                          | 75                                         | 48                                         | +27                                        | 10                                         | 2.     | –           |
| 1905                 | CAHL  | –      | 10                                         | 9                                          | –                                          | 0                                          | –                                          | 1                                          | 64                                         | 32                                         | +32                                        | 18                                         | 1.     | –           |
| 1906                 | ECAHA | –      | 10                                         | 6                                          | –                                          | 0                                          | –                                          | 4                                          | 76                                         | 73                                         | +3                                         | 12                                         | 3.     | –           |
| 1907                 | ECAHA | –      | 10                                         | 6                                          | –                                          | 0                                          | –                                          | 4                                          | 101                                        | 70                                         | +31                                        | 12                                         | 3.     | –           |
| 1907/08              | ECAHA | –      | 10                                         | 4                                          | –                                          | 0                                          | –                                          | 6                                          | 73                                         | 78                                         | -5                                         | 8                                          | 5.     | –           |